# Mission Gamma
Mission Gamma ist der deutsche und englische Titel eines Roman-Vierteilers aus der Romanreihe Star Trek: Deep Space Nine, zu deren literarischer Fortsetzung er gehört. Die Romane erschienen 2002 auf Englisch im Verlag Pocket Books und 2010/11 auf Deutsch im Verlag Cross Cult.
Die Romane spielen im Jahr 2376, dem Jahr nach dem Ende der Handlung der siebten Staffel der Fernsehserie. Die Handlung ist zweigeteilt: Ein wesentlicher Handlungsstrang spielt, den Reihentitel erklärend, im Gamma-Quadranten der Milchstraße und handelt von einer Erkundungsmission des Sternenflottenraumschiffes U.S.S. Defiant. Parallel dazu werden die Ereignisse auf der Raumstation Deep Space Nine erzählt, wobei es hauptsächlich um die Verhandlungen zum Beitritt Bajors zur Föderation geht.

## Handlung

### Teil 1: Zwielicht
Umgerüstet zu einem Forschungsschiff, startet die Defiant zu einer mehrmonatigen Erkundungsexpedition in den Gamma-Quadranten. Bald trifft sie am Heimatplaneten der Spezies Vahni Valthupali ein, die der Raumfahrt noch nicht mächtig ist. Durch einen mächtigen Energieimpuls wird der Mond des Planeten zerstört und auf dem Planeten ein Erdbeben ausgelöst, durch das 3000 Vahni sterben. Da der Impuls wiederkehren wird und den von Milliarden Vahni bewohnten Planeten in wenigen Tagen gänzlich zu zerstören droht, sucht die Crew nach einem Weg, den Impuls zu verhindern. Die Crew entdeckt den Ursprung des Impulses auf einem Planeten, der von einer Wolkendecke umhüllt und scheinbar verlassen ist, und schickt zwecks Auffindens und Stoppens des Auslösers ein Außenteam hinunter. Es stellt sich heraus, dass die Bewohner einer hochentwickelten Zivilisation lange tot sind. Die Wolken wandeln Materie derjenigen Personen, die mit ihnen Kontakt haben, in Menschen, Orte und Ereignisse aus ihrer Vergangenheit um, wodurch Vaughn etwa Captain Harriman von der Enterprise-C sieht. Der Planet war einst von den Prentara bewohnt, die virtuelle Realitäten erschufen, indem sie ihre Computer mit ihrem Verstand verbanden, dadurch aber unbeabsichtigt in das separate Universum eindrangen, das von dem Wesen Inamuri allein bewohnt wird. Die Energieimpulse sind der Versuch des Inamuri, in das diesseitige Universum zu gelangen, um seiner bisher nicht gekannten Einsamkeit zu entfliehen. Dabei trat auch der Gedankenraum des Inamuri in Form der Wolkendecke aus. Indem Vaughn am Austrittsort mehrere, von Nog erdachte Interdimensionalbomben zündet, können die Schnittstelle geschlossen, die Impulse beendet und das Inamuri in seine Bewusstseinsebene zurückgesperrt werden.
Auf DS9 findet unterdessen ein Gipfeltreffen des Föderationsrats mit Shakaar teil, an dessen Ende Shakaar zur Überraschung aller den baldigen Beitritt Bajors zur Föderation verkündet. Kira wird die Beförderung zum Captain angekündigt. Ro und Quark lernen sich privat näher kennen.

### Teil 2: Dieser graue Geist
Die Defiant wird im Gamma-Quadranten von einer Netzwaffe getroffen, die von der Spezies Cheka stammt und ihr dazu dient, die Spezies Yrythny auf deren Planeten Vanìmel zu isolieren. Die Yrytny wurden vor langer Zeit gentechnisch aufgebessert. Dabei entstand ein strenges Kastensystem, bestehend aus den Hausstämmigen und den Wanderern. Letztere werden von den Hausstämmigen als mindere Lebensformen verfolgt, ausgegrenzt und teilweise getötet sowie per Kontrolle des Genpools an der Fortpflanzung gehindert. Ezri Dax nimmt das Angebot der Yrythny an, als Vermittlerin zwischen Hausstämmigen und Wanderern zu fungieren, und bereist dazu mit Shar den Planeten. Dabei geraten sie in allerlei Verwicklungen, darunter mit einer Untergrundbewegung, und decken eine geheime Liebesbeziehung zwischen einem Hausstämmigen und einem Wanderer auf. Ezris Untersuchung hat die Empfehlung an die Yrytny zum Ergebnis, dass sich die Mitglieder beider Kasten miteinander paaren sollten, damit sie als Spezies überleben und die Hausstämmigen nicht an Chromosomenschäden zugrunde gehen.
Parallel dazu reist die Defiant im Inneren des Yrytny-Schiffes Avaril. Letztlich erreichtes Ziel ist es, Materialien zu finden, mit denen sich die Defiant der Netzwaffe der Cheka erwehren kann.
Unterdessen trifft die cardassianische Botschafterin Lang mit Macet und der Trager auf DS9 ein. Sie überbringt der bajoranischen Regierung zwecks langfristiger Versöhnung beider Völker ein Geschenk, bestehend aus Kunstwerken der längst toten cardassianisch-bajoranischen Tora Ziyal. Die Kunstwerke werden auf DS9 ausgestellt, aber bald durch Unbekannte teilweise geschändet. Auf dem Promenadendeck kommt es zu einer Massenschlägerei zwischen Cardassianern und Bajoranern. Shakaar und Asarem entschließen sich, vorerst keine weiteren Friedensverhandlungen mit den Cardassianern zu schließen, sondern die Cardassianer sich bewähren zu lassen, solange bis sich Bajor in der Föderation etabliert hat. Kira ist über diese Entscheidung fassungslos und empfindet den Zeitpunkt jetzt als richtig.
Währenddessen ist Shars Bündnispartnerin Thriss wegen der Sehnsucht nach Shar mittlerweile emotional so unausgeglichen, dass sie eine Schlägerei im Quark’s beginnt. Dadurch kommt sie vorübergehend in Haft und anschließend in Psychotherapie. Thriss, seine Bündnispartner und Charivretha hoffen, dass Shar nach seiner Rückkehr aus dem Gamma-Quadranten nach Andor kommt, um mit ihnen das Bündnisritual Sheltreth zu vollziehen. Dennoch begeht Thriss Selbstmord.

### Teil 3: Kathedrale
Die Defiant-Crew gerät im Gamma-Quadranten in eine Auseinandersetzung zwischen den Völkern D’Naali und Nyazem. Beide beanspruchen ein Objekt für sich, das optisch einer gotischen Kathedrale ähnelt. Es dreht sich um eine Art interdimensionale Achse, je nach Zeitpunkt ragt ein anderer Teil seiner Masse in die diesseitige Dimension hinein. Nog, Ezri Dax und Bashir an Bord eines Defiant-Shuttles untersuchen das Objekt aus der Nähe und verwandeln sich nach ihrer Rückkehr auf die Defiant langsam: Ezri stößt den Symbionten Dax ab und lebt fortan ohne ihn, Nog hat nunmehr zwei gesunde, vollständige Beine, Bashir verliert seine Talente, die ihn als Arzt auszeichnen. Man ermittelt schließlich, dass das Objekt errichtet wurde, um Energie in anderen Dimensionen anzuzapfen und dass es die Nebenwirkung hat, dass Individuen, die mit ihm in Kontakt kommen, eine alternative Version ihrer selbst erleben, d. h. nicht beschrittene Lebenswege. So ergeht es auch Nog, Bashir, Ezri und Dax während ihres Aufenthalts in dem Objekt. Nachdem sie zurück auf der Defiant sind, sind sie wieder ganz die alten Personen. Ohne das Objekt vollständig untersucht zu haben, setzt die Defiant ihre Forschungsreise fort.
Unterdessen bittet der bajoranische General Lenaris Holem auf DS9 Kira um ihre Unterstützung für die Ohalavau-Bewegung, die als Opposition zu Vedek Yevirs Bewegung den Vedek Solis für die Kai-Wahl unterstützt. Nachdem Yevir mit Macet nach Cardassia gereist ist und auch Garak getroffen hat, erhält Bajor vier Drehkörper zurück, die sich bislang auf Cardassia befanden. Auf DS9 laufen die Vorbereitungen für die Unterzeichnung des Vertrages zur Aufnahme Bajors in die Föderation. Bei der Unterzeichnungszeremonie wird auf Shakaar in dem Moment, in dem er zur Unterschrift ansetzt, ein Mordattentat verübt, durch das er sofort tot ist. Der Attentäter Hiziki Gard entkommt.

### Teil 4: Das kleinere Übel
Captain Mello vom Sternenflottenschiff Gryphon entdeckt eine schwache Energiesignatur, die zu einer Tarnvorrichtung passt, ins Trill-System führt und womöglich von Hiziki Gard stammt, Mörder Shakaars und Attaché des Trill-Botschafters. Akaar lässt Kira auf die Gryphon wechseln, um dort die Verfolgung der Signatur zu leiten. Kurz darauf entdecken Ro und Taran'atar Gard in einem Tarnanzug auf DS9. Man ermittelt, dass Shakaar offensichtlich Wirtskörper eines Parasiten von der den Symbionten ähnelnden Sorte war, die vor 12 Jahren versuchte, die Sternenflotte zu infiltrieren (→ Raumschiff Enterprise – Das nächste Jahrhundert, Staffel 1: Die Verschwörung). Mit belastenden Beweisen konfrontiert, sagt Gard aus, dass der Parasit Shakaar dazu bringen sollte, Bajor in die Föderation zu bringen. Gard wurde von Trill ausgesandt, um den Versuch des Parasiten abzubrechen, die Föderation zu infiltrieren; dazu sollte er Shakaar ermorden. Gard sagt, dass DS9 von Mello getäuscht wurde, dass Mello ebenfalls von einem Parasiten beherrscht wird und sich an Trill für die Ermordung des Shakaar-Parasiten rächen will. Unterdessen fliegt die Gryphon nach Trill. Als Kira, durch Akaar über seine Erkenntnisse informiert, den Captain verhaften will, stellt sich heraus, dass nicht Mello von dem Parasiten beherrscht wird, sondern ihr erster Offizier Montenegro. Kira kann schließlich sowohl Montenegro als auch den Parasiten töten.
Unterdessen entdeckt die Defiant im Gamma-Quadranten ein Sternenflottentranspondersignal, das von einem Planeten ausgeht. Ein Außenteam findet dort ein Dominion-Raumschiffswrack, einen Formwandler, und das Wrack des Sternenflottenschiffs U.S.S. Valkyrie, das vor sieben Jahren im Alpha-Quadranten in einem Gefecht gegen die Borg verschollen ging. Das Wrack und die einstige Besatzung sind fast vollständig von den Borg assimiliert worden. In dem Wrack findet man die assimilierte Commander Ruriko Tenmei, Prynns Mutter bzw. Vaughns Ex-Frau. Als Bashir beginnt, Ruriko von den Implantaten zu befreien, greift sie die mittlerweile auf die Defiant geholte Gründerin an, sodass Vaughn gezwungen ist, Ruriko zu töten, deren menschliche Identität durch die Assimilation schon lange verschwunden ist. Als sich die Defiant dem Wurmloch nähert, stellt sie fest, dass sowohl das Kommunikationsrelais als auch das Idran-Sternensystem verschwunden sind. Im selben Moment erscheint ein Dominion-Raumschiff, das vom neuesten Weyoun-Klon kommandiert wird und dem die Defiant die Gründerin übergibt. Kurz danach werden drei Personen auf die Brücke der Defiant gebeamt, darunter der monatelang spurlos verschwundene Jake Sisko und die auf einem Planeten gefangengeglaubte Opaka, damals noch bajoranische Kai.

## Veröffentlichung
Die ersten beiden Teile erschienen im September 2002 bei Pocket Books, die anderen beiden im Oktober 2002. Pocket Books veröffentlichte die ersten beiden Teile 2008 erneut in dem Sammelband These Haunted Seas.
Auf Deutsch veröffentlichte Cross Cult die Romane nacheinander im November 2010, im März, Juni und September 2011, und zwar mit den zusätzlichen Nummern 8.05 bis 8.08.